# Панов, Михаил Викторович
Михаи́л Ви́кторович Пано́в (21 сентября 1920, Москва — 3 ноября 2001) — советский и российский лингвист, литературовед, один из наиболее значительных представителей Московской фонологической школы. Доктор филологических наук (1968), профессор (1989). Специалист по русской фонетике, орфографии и орфоэпии, а также по русской морфологии и синтаксису, истории русского языка, социолингвистике, стилистике, языку русской поэзии и др. проблемам русистики. Активный популяризатор науки, инициатор и автор лингвистических изданий для детей, школьных учебников русского языка, ориентированных на современную лингвистическую теорию, а также методических пособий и статей, посвящённых преподаванию русского языка в русской и национальной школах. Автор двух поэтических сборников (второй опубликован посмертно).

## Биография
Родился в семье командира РККА, бывшего царского офицера. Окончил Московский городской педагогический институт им. В. П. Потёмкина (1941), ушёл добровольцем на фронт, прослужив всю войну в противотанковой артиллерии. После войны восемь лет работал учителем в школе.
В 1952 году защитил кандидатскую диссертацию «Заударный вокализм современного русского литературного языка»; в 1952—1958 годах преподавал в МГПИ, с 1958 года работал в Институте русского языка АН СССР (по приглашению академика В. В. Виноградова), заведующий группой фонетики, c 1963 года — заведующий сектором современного русского языка. Заместитель председателя Орфографической комиссии АН СССР (1962—1964). В 1968 году получил степень доктора наук за исследование «Русская фонетика». По его инициативе были предприняты масштабные новаторские исследования русской разговорной речи (в дальнейшем продолженные под руководством Е. А. Земской), а также динамики изменений фонологической и грамматической системы современного русского языка (отражённые в проспекте монографии «Русский язык и советское общество», 1962).
Многообразная научно-исследовательская деятельность Панова была прервана в результате конфликта с Ф. П. Филиным и партийным руководством Института русского языка: в 1971 году М. В. Панов, заступавшийся за инакомыслящих сотрудников, был исключён из Партии (в которую вступил на войне) и вынужден был уйти из Института; на 20 лет задержался выход его книги по истории русского литературного произношения. Работал в НИИ национальных школ при Министерстве просвещения РСФСР, занимаясь подготовкой учебной и методической литературы по русскому языку для национальных школ СССР. В 1970-е годы он эпизодически читал лекции по русской фонетике и истории русского поэтического языка на русском отделении филологического факультета МГУ, пользовавшиеся огромной популярностью; с середины 1990-х годов преподавал также в Московском государственном гуманитарном университете им. М. А. Шолохова.
Похоронен в Москве на Введенском кладбище (22 уч.).

## Вклад в науку
М. В. Панов — один из самых оригинальных исследователей русского языка. Основной областью его интересов была русская фонология, где наиболее значительным достижением учёного следует считать детальный анализ тенденций эволюции русской фонологической системы с XVIII по XX век.
Существен вклад Панова и в русскую морфологию: ему принадлежат важные работы о проблеме членимости слова и принципах трактовки словообразовательной дефектности (продолжающие традиции Смирницкого и Винокура); в работах последних лет он наметил контуры оригинальной морфологической теории, оставшейся незавершённой. Так же, как и в исследованиях по фонологии, его интересовали тенденции эволюции русской морфологической системы. В сжатом виде грамматическая концепция Панова отражена в очерке «Русский язык», написанном им для справочного издания «Языки народов СССР» (1966).
Большое значение для русистики имели новаторские исследования Панова социолингвистического характера: одним из первых он обратил внимание на фундаментальные отличия русской «разговорной речи» от «кодифицированного литературного языка», был инициатором записей устной речи и изучения фонетических и грамматических особенностей этого типа текстов; его интересовало также русское просторечие, речевые ошибки и другие проявления вариативности языковой системы — в них Панов видел ростки новых тенденций, которые могли бы стать завтрашней нормой. Под его руководством была начата практика массового анкетирования говорящих. Социолингвистическая программа Панова получила развитие в четырёхтомной коллективной монографии под его редакцией «Русский язык и советское общество» (1968; проспект этой работы был опубликован Пановым в 1962 году).
Большое влияние на современные филологические исследования оказали идеи Панова о структуре и эволюции языка русской поэзии (многое было высказано лишь в устном виде, в лекциях на филологическом факультете МГУ).
Панов уделял много внимания прикладным проблемам русистики: русской орфографии и орфоэпии, а также методике обучения русскому языку. Он считается одним из лучших популяризаторов языкознания, охотно писавшим для детей; его талант в этой области проявился в созданном по его инициативе «Энциклопедическом словаре юного филолога» (1984), энциклопедии для детей «Языкознание. Русский язык» (1998), а также в целом ряде экспериментальных учебников русского языка, в которых Панов старался отразить близкие ему лингвистические взгляды (в том числе концепцию Московской фонологической школы, как он её понимал).

## Поэтическое творчество
Панов был ярко одарённым человеком, своеобразие и неповторимую индивидуальность его живого и ироничного научного стиля отмечали многие. Но немногим было известно, что он всю жизнь (включая военные годы) писал стихи, которые были впервые опубликованы только в 1998 г. Критики отмечали тяготение Панова к неклассическому свободному стиху, словесные эксперименты, публицистичность и жёсткость интонации (отчасти напоминающей поэзию Л. Мартынова).

## Основные публикации

### Научные работы
- Русский язык // Языки народов СССР. Т. I: Индоевропейские языки. М.: Наука, 1966, 55-122 (также в Панов 2004).
- Русская фонетика / М. В. Панов. — М.: Просвещение, 1967. — 440 с. — 40 000 экз. (в пер.)
- История русского литературного произношения XVIII—XX вв. М.: Наука, 1990.
- Позиционная морфология русского языка. М.: Наука, Школа «Языки русской культуры», 1999. — ISBN 5-02-011716-1
- Труды по общему языкознанию и русскому языку. Том I / Под ред. Е. А. Земской и С. М. Кузьминой. М.: Языки славянской культуры, 2004. — ISBN 5-9551-0034-2
- Труды по общему языкознанию и русскому языку. Том II / Под ред. Е. А. Земской и С. М. Кузьминой. М.: Языки славянской культуры, 2007. — ISBN 5-9551-0190-X
- Язык русской поэзии XVIII—XX веков: Курс лекций / Сост., подгот. текста и примеч. Т. Ф. Нешумовой; предисл. М. Л. Каленчук. — 2-е изд. — М.: Издательский Дом ЯСК: Языки славянской культуры, 2017. — 584 c. — (Studia philologica.)

### Учебные пособия, научно-методические и научно-популярные работы
- И всё-таки она хорошая! Рассказ о русской орфографии, её достоинствах и недостатках / Институт русского языка АН СССР.. — М.: Наука, 1964. — 168 с. — (Научно-популярная серия). — 35 000 экз. (обл.)
- Современный русский язык: Фонетика. М.: Высшая школа, 1979.
- Русский язык: Лексика. Фонетика. Теория письма. Морфология. Л.: Просвещение, 1982; 2-е изд., дораб.: СПб.: Просвещение, 1993 (соавтор: Р. Б. Сабаткоев).
- Русский язык: Синтаксис. Л.: Просвещение, 1983 (соавтор: Р. Б. Сабаткоев).
- Занимательная орфография: Книга для внеклассного чтения учащихся 7—8-х классов. М.: Просвещение, 1984.
- Фонетические, морфологические и синтаксические ошибки в русской речи учащихся национальных школ: Учеб. пособие. М.: НИИ нац. школ, 1989 (соавторы: Х. Х. Сукунов, Н. Б. Экба).

### Стихи
- Тишина. Снег. Стихи разных лет. М.: Carte Blanche, 1998.
  - рец. Вл. Новикова
- Олени навстречу. Вторая книга стихов. М.: Carte Blanche, 2001.
  - рец. П. Крючкова